# Zeughausgasse (Bern)

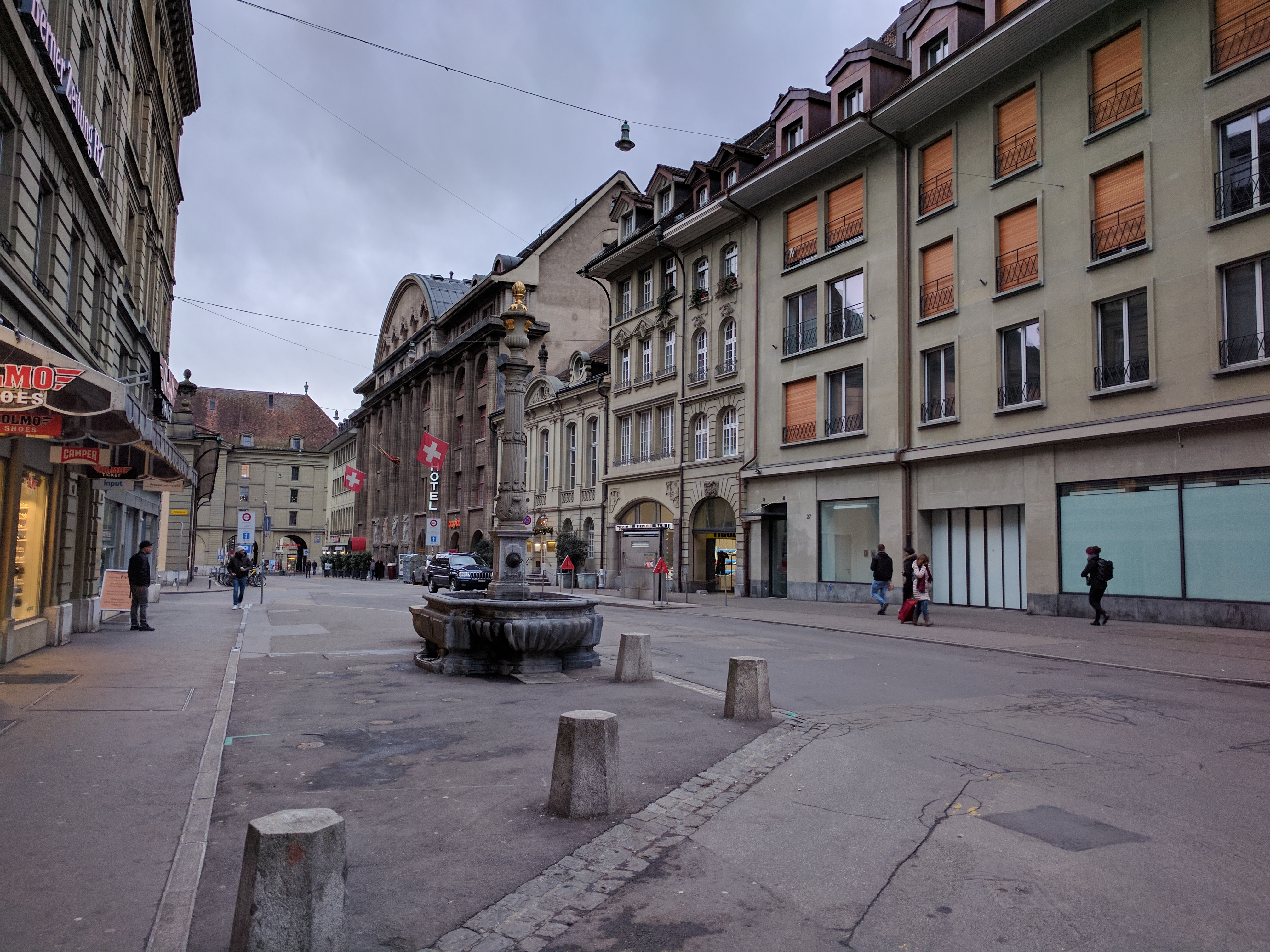
Die Gasse mit dem Lindenbrunnen im Vordergrund und Kornhaus, Volkshaus sowie Rathaus zum Äusseren Stand im Hintergrund

Die Zeughausgasse ist eine Gasse in der Berner Altstadt, benannt nach dem ehemaligen Zeughaus. Ihr ursprünglicher Name lautete Vor den Predigern. Von der Reformation an bis ins 18. Jahrhundert trug sie den Namen Beim Totentanz, nach der 1660 zerstörten Bilderfolge Totentanz von Niklaus Manuel, die sich an der südlichen Umfassungsmauer des Klosters befand.

## Lage

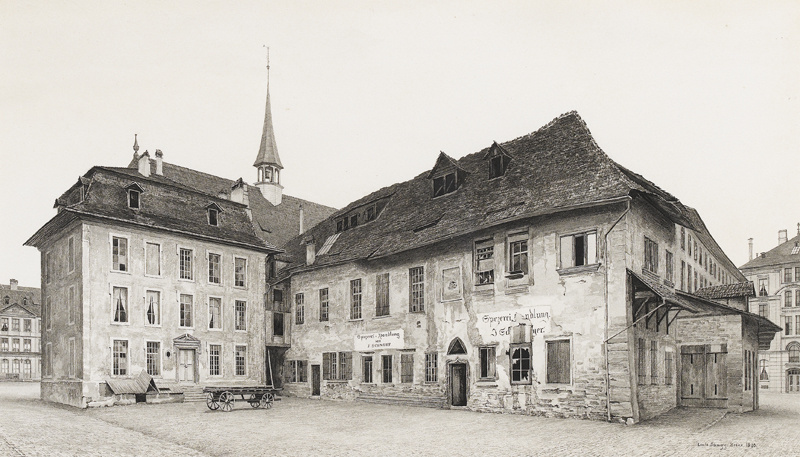
Das alte Predigerkloster, das der Gasse ihren früheren Namen gab.

Die Gasse liegt südlich des ehemaligen Dominikanerklosters. Der Teil südlich der Französischen Kirche trug dabei noch bis ins erste Viertel den Namen Welsche Kirchgasse. Südlich parallel liegt die Marktgasse, und nördlich benachbarte Parallelstrassen sind die Nägeligasse und die Schüttestrasse.

## Geschichte
1745 wurde der westliche Teil der Zeughausgasse das erste Mal erweitert. 1880 folgte eine zweite Erweiterung, die teilweise auf die Fläche des nur wenige Jahre zuvor abgerissenen Grossen Zeughauses gebaut wurde. Die Breite der Gasse wurde dabei mehr als verdoppelt, und ihre Achse im Westen nach Norden verschoben.